# 高橋清 (彫刻家)
高橋 清（たかはし きよし、1925年4月6日 - 1996年9月19日）は、日本の彫刻家。新潟県出身。

## 人物
第二次世界大戦終了時、海軍兵学校生徒であった彼を彫刻へと向かわせた心情を自ら「生きていることへのとまどい」と共に浮かんできた「人間には生きる自由があると云う全身に漲るような感動と希望」だったと述べている（“金沢美大退官に際して”に記載）。石を材料とする彫刻に秀作が多く次のような言葉を残している。「石は永遠の生命力を地にあって象徴する。いわば自然が人間に与えた大地の骨であり命である。内に命を秘めた石に人間の祈りの形を与え継ぐのが彫刻家の一生である」（自費出版“高橋清”より）。

## 略歴
- 1925年 新潟県見附市に生まれ新潟市で育つ。
- 1943年 県立新潟中学（現新潟高等学校）卒業。
- 1945年 海軍兵学校卒業（75期）。
- 1952年 東京美術学校（現東京芸術大学）彫刻科卒業。
- 1957年 新制作協会展にて新作家賞・大阪市長賞を受賞。
- 1958年 マヤ文化およびメキシコ美術研究のため渡墨、11年間の滞在中個展開催7回（メキシコ国立芸術院美術館等）、ヴェラクルス大学にモニュメント群の制作。ヴェラクルス大学彫刻科・教授就任。
- 1967年 第3回メキシコ彫刻ビエンナーレ展にて受賞、メキシコ・オリンピックモニュメント制作者に選出される（翌年完成）。
  - 同年、新制作協会会員に推挙され、以後同展に毎年出品。
- 1969年 金沢美術工芸大学に就任、翌年より教授。
- 1994年 メキシコ政府よりアギラ・アステカ勲章を授与される。
- 1996年 9月19日死去、勲三等瑞宝章を授与される。

## 主な展覧会
- 1970年 第2回神戸須磨離宮公園現代彫刻展に招待出品し、神戸市土木局長賞を受賞。
- 1971年 神奈川県立近代美術館にて個展開催。
- 1972年 第3回神戸須磨離宮公園現代彫刻展に招待出品し、兵庫県立近代美術館賞を受賞。
- 1973年 第4回中原悌二郎賞受賞。
- 1983年 第1回東京野外彫刻展にて大賞受賞。第11回長野市野外彫刻賞受賞、第14回も同賞受賞。
- 1988年 メキシコ国立国際現代美術館（ルフィノ・タマヨ美術館）および新潟市立美術館にてそれぞれ個展開催。
- 1994年 石川県立美術館にて個展開催。

## 回顧展
- 2008年 東京銀座ギャラリーアート・ロベ〜後世への遺産〜
- 2009年 町田市立国際版画美術館（市民展示室）金沢美術工芸大学彫刻科卒業生の作品と共に〜連なる魂〜
- 2012年 メキシコ・ハラパ市、考古学博物館、日本とメキシコの教え子達の作品とともに（ベラクルス州立大学主宰）

## 主な作品・モニュメント
- 『人 No.13』 - 北海道旭川市忠別橋の野外彫刻。第4回中原悌二郎賞
- 『親和』 - 北海道旭川市民文化会館前の野外彫刻。
- 『親和No.5』（原題：親和1974） - 山口県宇部市ときわ湖水ホール前の野外彫刻。制作年：1974年（昭和49年）／素材：花崗岩／サイズ：110cm×170cm×185cm、第4回神戸須磨離宮公園現代彫刻展、宇部市野外彫刻美術館賞。
- 『希望』新潟市庁舎前。
- 『希望と瞑想の場』世田谷区立総合グランド場。
- 『ひとNo.16−1』札幌市芸術の森美術館。
- 『開かれた宇宙』町田市立芹ヶ谷公園。
- 『太陽』メキシコ・オリンピックモニュメント。
- 『輝けるものに捧ぐ』フランス国ペーロスギーレック市公民館。
- 『ひとNo. 1 』メキシコ国立近代美術館
- 『パレンケの追想』『開かれた宇宙』メキシコ国立ルフィノ・タマヨ美術館

＊『開かれた宇宙』68x85X61cm　黒大理石　神奈川県立近代美術館

## 作品
- 『人No.13』 - 北海道旭川市忠別橋の野外彫刻。

第4回中原悌二郎賞
- 『親和』 - 北海道旭川市民文化会館前の野外彫刻。
- 『親和No.5』（原題：親和1974） - 山口県宇部市ときわ湖水ホール前の野外彫刻。

制作年：1974年（昭和49年）／素材：花崗岩／サイズ：110cm×170cm×185cm
第4回神戸須磨離宮公園現代彫刻展、宇部市野外彫刻美術館賞

## 展覧会
- 『高橋 清 彫刻展―連なる魂―「金沢美術工芸大学彫刻科卒業生の作品と供に」』（町田市立国際版画美術館、2009年（平成21年）7月）